# Hemerodromia seguyi
Hemerodromia seguyi är en tvåvingeart som beskrevs av Vaillant 1953. Hemerodromia seguyi ingår i släktet Hemerodromia och familjen dansflugor. Inga underarter finns listade i Catalogue of Life.